# Mario vs. Donkey Kong: Minis March Again!
Mario vs. Donkey Kong: Minis March Again! is een spel voor de DSiWare en wordt uitgebracht in de Verenigde Staten op 8 juni 2009. Het is het vervolg op Mario vs. Donkey Kong 2: March of the Minis voor de Nintendo DS.
Het spel werd voor het eerst voorgesteld tijdens Nintendo's E3-persconferentie op 2 juni 2009. Het spel sluit aan bij zijn opvolger en gaat verder waar het vorige deel geëindigd is.
Lijst van Donkey Kong-spellen